# Katarzyna Portasińska
Katarzyna Janiszewska (født 25. Oktober 1995 i Sztum, Polen) er en kvindelig polsk håndboldspiller, som spillede for Viborg HK i 2023-24 sæsonen. Hun har også spillet for det polske håndboldlandshold.